# Nebinarnost
Nebinarnost ili nebinarni rod (rodno kvir, eng. non-binary i gender queer) opći je pojam koji podrazumijeva razne rodove koji se ne uklapaju u muški i ženski rod.
Nebinarni rod obuhvaća ljude raznih identiteta: neki su istodobno muškoga i ženskoga roda, neki su fluidni i mijenjaju rodni identitet (rodno fluidni), neki odbacuju koncept roda (arodni), a pojam podrazumijeva i osobe koje ne potpadaju u potpunosti pod muškarce ili žene (demirodni) i slično.
Nebinarnost se često uključuje u širu ideju transrodnosti koja podrazumijeva sve ljude čiji se rod ne poklapa s njihovim spolom, ali neki nebinarni ljudi ne smatraju se dijelom transrodne zajednice. Nebinarni ljudi također najčešće nisu interspolni, to jest rođeni su kao muškarci ili žene spolno, ali njihov rodni identitet ne odgovara toj binarnosti.
Nebinarnost kao takva nije intrinzično povezana niti s jednom seksualnom orijentacijom. Nebinarne osobe stoga mogu biti bilo koje seksualnosti.
Identiteti onkraj binarne klasifikacije postojali su tijekom čitave ljudske povijesti u raznim kulturama, primjerice indijanskoj, madagaskarskoj, indijskoj i filipinskoj.
Pojedine se nebinarne osobe odlučuju za operacije promjene spola kako bi uklonile simptome rodne disforije, dok nekima takav zahvat nije potreban.

## Rod
Danas je u znanstvenoj zajednici uglavnom prihvaćeno razlikovanje pojmova spola i roda. Spol je skup bioloških karakteristika, uglavnom se temelji na reproduktivnim organima. Rod je sociokulturni sustav normi i očekivanja koje ljudi imaju od pojedinca te čovjekov unutarnji osjećaj identifikacije i način na koji se drugi ljudi prema toj osobi odnose s obzirom na njezin rodni izričaj.
Rodni identitet podrazumijeva unutarnje, osobno poimanje osobe kao muškarca, žene ili nečega trećega. Nastaje kombinacijom urođenih i vanjskih faktora. Rodna uloga način je na koji osoba odražava svoj identitet u društvu. Primjerice, osoba koja se drži muškarcem najugodnije će se osjećati izražavajući se kako se u tome društvu od muškaraca očekuje da će se ophoditi u ponašanju, odijevanju ili manirima. Rodni identitet i pripadajuće uloge svojstvene su svim ljudima, cisrodnim i transrodnim.
Metafora kazališta može biti korisna u objašnjavanju razlika: glumac igra lika (spolni/rodni identitet) i pritom nosi kostim (rodno izražavanje) te izgovara svoje replike (rodne uloge) na pozornici (društveni kontekst). Svi su ovi elementi međusobno povezani i utječu jedni na druge.

## Identiteti
Uglavnom se izrazi nebinaran i rodno kvir smatraju sinonimima: jedni preferiraju upotrebu jednoga, a drugi drugoga, ali po nekima postoji razlika. Rodno kvir može se vezati uz rodno izražavanje i stavove te rodni identitet, a nebinarnost se najčešće odnosi na rodni identitet.
Nebinarnost se mora odvojiti od pojma treći rod. Nebinarni ljudi ne potpadaju pod jedan rod, nego je nebinarnost opći pojam koji podrazumijeva sve što nije binarno.

### Podjela
Može se razlikovati nekoliko kategorijā nebinarnih identiteta: inkluzivne, ekskluzivne, fluidne i ostale, to jest neimenovane.
Inkluzivni nebinarni identiteti uključuju osobe koje se identificiraju binarnim identitetima, ali ne jednim, nego obama, to jest oni su i muškarci i žene, i muško i žensko. Neki identeti ove kategorije jesu bigender, trigender, polygender, androgender, intergender i tako dalje.
Ekskluzivni identiteti odnose se na ljude koji ne odabiru nijedan rodni identitet i izražavaju se neutralno. Ovdje je jedan od identiteta xenogender gdje se osoba povezuje s nečim potpuno odvojenim od koncepata muškoga i ženskoga (imenom, životinjom, izmišljenim bićem) i time se koristi kao polazišnom točkom kako bi se opisala.
Pod fluidne identitete pripadaju ljudi koji rabe binarne rodne kategorije, ali ne vezuju se uz jedno, nego se kreću između njih. Ponekad se osjećaju više kao žena, ponekad kao muškarac, tu pripada gender fluid, to jest rodno fluidan identitet.
Izvan binarnoga koncepta roda ljudi se mogu identificirati pripadanjem trećemu rodu. Nadalje, neki ne žele imenovati ili odrediti svoj rodni identitet koji je udaljen i od muškoga i od ženskoga. Za sebe najčešće rabe nazive nebinaran i rodno kvir, ali ponekad ne mogu opisati svoj identitet riječima.

## Rodna disforija
Neusuglašenost, nepodudaranje rodnoga identiteta s kojim se osoba identificira i tjelesnih spolnih karakteristika te roda koji im je pripisan dovodi do rodne disforije. Riječ je o neugodnome osjećaju koji se dijagnosticira na temelju nekoliko kriterija (ne moraju svi biti prisutni): jakoj želji da se pripada drugomu rodu, jakoj želji da se prema toj osobi ponaša kao prema pripadniku drugoga roda i snažno uvjerenje da osoba ima osjećaje i reakcije tipične za neki drugi rod. Disforija se može manifestirati kao neugoda, depresija, anksioznost, nezadovoljstvo i slično. Često se opisuje kao osjećaj izolacije i samoće, udaljenosti i neprirodnosti vlastitoga tijela ili načina na koji drugi percipiraju osobu kao člana roda kojemu ne pripadaju. Točna manifestacija disforije ovisi od osobe do osobe. Važno je napomenuti da ne osjećaju sve transordne i nebinarne osobe rodnu disforiju.
Rodna disforija nebinarnih ljudi razlikuje se od one transrodnih. Dok transrodne osobe kao referencu rabe suprotan rod, nebinarne osobe upotrebljavaju androginiju i fluidnost. Jaka želja za androginijom može biti prisutna, točnije želja da izgube ili dobiju određene karakteristike koje smatraju tipično muškim ili ženskim. Po tome se razlikuje od disforije u transrodnih ljudi gdje se najčešće konceptualizira kao odbacivanje jednoga seta obilježja u zamjenu za suprotna. Sama disforija može se mijenjati kako se mijenja i iskustvo roda.

### Smanjenje disforije
Rodna disforija najčešće se nastoji ukloniti psihološkim savjetovanjem, društvenom tranzicijom (ponašanjem, oblačenjem u skladu s rodom s kojim se osoba identificira) i fizičkim promjenama (hormonskom terapijom i operativnim zahvatima kao što su mastektomija, histerektomija, penektomija, vaginoplastika, faloplastika). Transrodne osobe nastoje i same smanjiti disforiju oblačenjem, frizurom, skrivanjem tjelesnih obilježja, izbjegavanjem obavljanja aktivnosti koje im daju disforiju (primjerice gledanje u ogledalu). Sve ove metode uspješno smanjuju rodnu disforiju transrodnih osoba.
Mnogi nebinarni ljudi osjećaju beznađe kada je riječ o disforiji. Tradicionalni medicinski zahvati često su neadekvatni jer im je cilj pomaknuti izgled tijela s tipično muškoga na tipično ženski ili obrnuto, ali u nebinarnih ljudi to može dovesti do novih izvora neugode. Primjerice, hormonska terapija mogla bi učiniti tijelo androginijim, ali neke promjene mogu izgled učiniti previše muškim ili ženskim i tako postati novim izvorom disforije.
Nebinarne i rodno kvir osobe rjeđe vrše medicinsku tranziciju, a uglavnom promjenom izgleda i rodnim izražavanjem smanjuju disforiju.

## Povijest
Iako se terminologija vezana uz iskustvo rodno kvir ljudi pojavila tek u 90-ima, ljudi koji su postojali izvan binarnih ideja (uglavnom nastalih nedavno, na Zapadu) postojali su oduvijek. Ti identiteti često se grupiraju zajedno u pojam trećega roda koji uključuje sve osobe koje ne pripadaju zapadnjačkim idejama ženskoga i muškoga te stoga nadilazi definiciju nebinarnosti i rodnoga kvira.

### Treći rod
Tijekom povijesti, ljudi su se na razne načine klasificirali u društvene kategorije. Biološki i kulturni vidovi roda bili su međusobno povezani, a seksualna orijentacija (koju se danas na Zapadu uglavnom odvaja od roda) u većini kultura izravno je utjecala na rodnu klasifikaciju.
Pri razmatranju rodnih identiteta izvan modernoga zapadnjačkog svijeta, treba uzeti u obzir i da kulture u kojima su oni nastali ne poznaju binarnu ideju roda u suprotnosti s kojima bi nebinarni rodovi postojali, to jest treći rodovi nisu samo kategorija ostalih, oni koji nisu muško ili žensko, nego specifični identiteti.
Primjeri se nekih identiteta izvan binarnoga shvaćanja mogu naći i u europskoj povijesti kao što su mollies, osobe rođene kao muškarci koje su seksualno privlačili drugi muškarci, uzimali su ženska imena, organizirali međusobne svadbe i ritualne izvedbe rađanja kao način da se zabavom riješe stresa života u društvu koje ih je odbacivalo.
Poznati su i femminielli u napuljskoj tradiciji te virdžine na prostoru Balkana, pa i današnjoj Hrvatskoj: žene koje su odgajane u ulozi muškarca skrivajući svoja spolna obilježja. Obavljale su tradicionalno muške poslove, pripadale muškomu društvenom krugu i bile prihvaćene kao muškarci. Nastajale su kada bi obitelj bila bez muških nasljednika. Pri opisivanju jedne virdžine, ispitanici su rabili muške i ženske zamjenice naizmjence.
Na indijskome poluotoku žive hidžre koje mogu biti osobe rođene s nejasnim spolnim organima ili muškarci koje seksualno ne privlače žene (nepotpuni muškarci). Hidžre žive u komunama i iznimno su jako povezane s hinduističkim vjerovanjima. Često se kastriraju, to jest uklanjaju penis, ali bez konstrukcije vagine time se postavljajući kao kategorija izvan muškoga i ženskoga.
Među Indijancima Sjeverne Amerike nalazi se mnogo rodnih identiteta grupiranih pod pojam dvoduh (two-spirit), prije poznatih kao berdache.
Jedan od starijih primjera priznavanja postojanja nebinarnosti jesu mnogi mitovi mezopotamskih civilizacija gdje se za božicu Inannu (Ištar) spominje da može promijeniti čovjekov spol još u 23. stoljeću prije Krista, a njeni svećenici bili su androgini.
Primjeri individualnih ljudi za koje se može reći da bi po današnjim standardima bili nebinarni mogu se naći tijekom povijesti. Chevalier d'Éon bila je osoba koja nije poštovala rodne norme svojega vremena; francuski vojnik i špijun koji je prvi dio svojega života proveo kao muškarac, a drugi je proživjela kao žena.

### Moderni koncepti
Tradicionalna psihološka istraživanja na rod su gledala kao na stanje bivanja (primjerice, Ja sam muškarac.). Ipak, krajem 20. i početkom 21. stoljeća pojavila se ideja roda kao stanja izvođenja, to jest kao seta međuljudskih odnosa, kulturnih poruka i rodnih uloga. Primjerice, muškarci će se oblačiti i ponašati na određen način, imati određene poslove i tako dalje. Međutim, postojanje transrodnih i nebinarnih ljudi ukazuje da su ideje bivanja i izvođenja obje prisutne i međusobno povezane.
Transrodni i feministički pisci proučavali su koncept roda i svojim radom postavili temelje razvoja ideje rodnoga kvira. Judith Butler u knjizi Gender Trouble (1990.) preispituje postojanje urođenosti binarnosti roda i spola, a još je ranije djelo Sandy Stone The Empire Strikes Back: A Posttransexual Manifesto (1987.).
Pojam rodno kvir (genderqueer) pojavio se sredinom 1990-ih, a popularnost je postigao kasnih 90-ih i ranih 2000-ih. Riki Anne Wilchins popularizirala je termin, a posebno je važno što je uredila antologiju GenderQueer: Voices Beyond the Sexual Binary 2002. godine. Kao rodno kvir izjasnila se u autobiografiji Read My Lips: Sexual Subversion and the End of Gender iz 1997. godine.
Početkom 21. stoljeća aktivnost i podizanje svijesti o rodno kvir osobama ubrzano je rasla.

## Aktivizam
LGBTQ+ i kvir pokreti od svojih početaka suprotstavljali su se čistoj rodnoj binarnosti na razne načine iako se pojmovi nebinaran i rodno kvir susreću tek od 1990-ih, a s početkom 21. stoljeća postigli su kritičnu masu zahvaljujući internetu i dijeljenju iskustava različitih ljudi. Treba napomenuti i da je nebinarni identitet tijekom povijesti bio brisan i zato ga je teško pronaći. Dio aktivizma upravo je nastojanje da se pronađe te identitete.
Glavni su ciljevi aktivizma ispitivanje broja i statističkih podataka o nebinarnim osobama te problemima i izazovima s kojima se susreću u životu, nastojanje da se postigne pravo nebinarnih ljudi da odrede svoj rod u društvu te u legalnim procedurama i dokumentima (ili da se u potpunosti maknu takve oznake), želja da se proširi upotreba neutralnih oblika za nebinarne ljude, podizanje svijesti o nebinarnim osobama, njihovim shvaćanjima i iskustvima, podizanje podrške i resursa nebinarnim osobama, nastojanje da se uvedu neutralni javni zahodi i svlačionice te tako dalje.
Aktivizam se uglavnom fokusira na poboljšanje životne situacije nebinarnih ljudi kod kojih je kvaliteta života manja nego kod cisrodne, heteroseksualne populacije.

## Zakon
██ dostupna opcija nebinarnosti
██ dostupna za interspolne ljude
██ standard za pripadnike trećega roda
██ standard za interspolne osobe
██ država ne prepoznaje nikakve oblike osim binarnih
Većina nebinarnih ljudi upotrebljava pri rođenju dodijeljen rod u svakodnevnome životu, zdravstvu i birokraciji s obzirom na to da većina sustava ne priznaje nebinarnost rodova.
Vidljivost nebinarnih osoba prepoznali su Ujedinjeni Narodi i Europska unija, a neke države donijele su zakone kojima se dopušta identificiranje nebinarnim rodovima. Novi Zeland dopušta odabir opcija muško (M), žensko (F) i nijedno (X) na putovnicama. Slično, neke države SAD-a kao što je Kalifornija dopuštaju stanovnicima da odaberu nebinarno kao svoj rod u dokumentima.
Argentina još od 2012. dopušta promjenu roda na dokumentima, a od 2021. imaju i opciju rodno neutralnih osobnih iskaznica.
Njemačka od 2018. ima opcije divers ('raznoliko') ili ohne ('bez') poznate kao die „Dritte Option” ('Treća opcija') dostupne interspolnim i transrodnim ljudima.

### Hrvatska
Hrvatski zakoni štite transrodne osobe od diskriminacije i omogućuju im promjenu spola u dokumentima, ali isto nije omogućeno nebinarnim osobama. Općenito se nebinarne i interspolne osobe ne spominju u hrvatskome pravnom okviru.

## Jezik
Nebinarne osobe u jezicima gdje je rod govornika i obraćenika često označen mogu naći metode kako bi se mogle iskazati nebinarnima i u jeziku.
Neke nebinarne osobe upotrebljavaju muške i ženske oblike ili, u jezicima gdje postoje, rodno neutralne ili specifično nebinarne oblike, a u jezicima gdje su dostupne samo binarne opcije, mogu ih i izmjenjivati kako se osjećaju u tome trenutku ili jednostavno zamjenice izbjegavaju. Upotrebom točnoga oblika pokazuje se poštovanje prema osobi, jednako kako se upotrebljava nečije osobno ime.

### Engleski jezik
Engleski jezik rod pokazuje najviše u zamjenicama trećega lica jednine i imenicama koje se odnose na ljude (kao što su gospodin, gospođa, sin...). Muška zamjenica trećega lice jednine jest he, a ženska she.
Zamjenica they izvorno je zamjenica trećega lica množine, ali već od 14. stoljeća u upotrebi je kao neutralna zamjenica u kontekstima kao što je Someone lost their wallet. 'Netko je izgubio svoj novčanik.' Upravo je zbog toga u upotrebi kao nebinarna zamjenica.
Osim nje, ljudi upotrebljavaju razne novotvorene zamjenice (neopronouns) kako bi iskazali svoj rod onkraj binarnih oblika. Tako su u upotrebi ze, hir i slični oblici. Neki ljudi odabiru rabiti samo svoje ime bez zamjenica ili ih u potpunosti izbjegavaju.
Osim zamjenica, postoje i neutralni i nebinarni oblici rodno određenih imenica: boyfriend/girlfriend > partner, husband/wife > spouse, mother/father > parent...

### Hrvatski jezik
U hrvatskome je situacija ponešto drukčija s obzirom na to da su ne samo zamjenice označene rodom, nego i sve imenice i pridjevi te u nekim slučajevima i glagoli. Rod je tako sveprisutan u hrvatskome i jednostavna promjena zamjenice nije dovoljna da se postigne uključenost nebinarnih osoba.
Inkluzivna rješenja nastoje uključiti ženski rod umjesto generičkoga muškoga kao što se postiže upotrebom oblika kao što su gledatelj/ica. Ovo rješenje izjednačava muškarce i žene, ali ne pridonosi uključenju nebinarnih osoba (naprotiv dodatno naglašava binarnu opoziciju), a također se može pokazati nespretnim rješenjem u govoru. Ideja da se upotrebom donje crte (gledatelj_ica) simbolično pokaže spektar rodnih identiteta također ima kritiku što prikazuje muško i žensko kao kranje točke spektra kojima se svi drugi identiteti približavaju ili se od njih udaljuju.
Druga je ideja upotreba postojeće jezične građe: tako se aoristom i imperfektom može izbjeći upotreba rodno označenih prošlih glagolskih oblika, ali oni su stilski vrlo obilježeni i ne rješavaju problem drugih orođenih riječi. Neka su rješenja vrlo ograničena dosega, primjerice upotreba riječi kao što su gledateljstvo umjesto gledatelj i gledateljica. Doslovni prijevod engleskoga they u oni problematičan je jer je opet riječ o muškome rodu, zbog čega ta riječ u hrvatskome nema efekt jednak njezinom engleskom ekvivalentu.
Predložene su i kombinacije i nove zamjenice kao što su onie (od oni i one), onx ili onu, ali one su vrlo nepraktične i neprilagođene jeziku.
Srednji rod i zamjenica ono rješava problem roda s obzirom na to da je riječ o jednome od triju već postojećih gramatičkih rodova, ali srednji rod kada se odnosi na ljude nosi snažne negativne konotacije i infantilizaciju.

### Francuski jezik
Slično hrvatskomu, u francuskome su jeziku imenice i pridjevi označeni gramatičkim rodom, doduše samo muškim ili ženskim. Iz tog su razloga problemi s očitovanjem nebinarnosti ograničeni primarno na rodove tih dviju vrsta riječi te oblik zamjenica.
Kako bi se rodna označenost uklonila iz imenica i pridjeva, govornici tipično odabiru jednu od dvije metode: 
- ortografski umetnuti oba sufiksalna nastavka, pri čemu ih odvajaju spojnicama (étudiant-e-s), srednjim točkama (étudiant·e·s),[44] zagradama (étudiant(e)s) ili velikim slovima (étudiantEs);
- hendiadionički umetnuti riječ i muškoga i ženskoga roda (toutes et tous, citoyennes et citoyens).

Za rješenje zamjeničkog dijela, ranih je 2010-ih godina u kolokvijalnoj uporabi osmišljena zamjenica iel (u alternativnim zapisima: iell, ielle, ille), kombinacija muške (il) i ženske (elle) zamjenice. S vremenom je njezina uporaba dobila veću podršku u sveučilišnom okruženju, što je dovelo do prihvaćanja zamjenice u standardni stil Sveučilišta Québeca u Montréalu (fr. Université du Québec à Montréal) 2019. godine. Odbor za francuski jezik u Québecu (Office québécois de la langue française), međutim, predložio je da se svi rodno-neutralni neologizmi izbjegavaju u korist postojećih rodno-neutralnih termina kada ih je god moguće upotrijebiti.
Godine 2021., francuski je rječnik Le Petit Robert, koji se temelji na opisivanju umjesto propisivanju jezika, svojemu mrežnom izdanju dodao zamjenicu iel zbog porasta u uporabi tijekom te godine, što je uzburkalo raspravu o rodno-neutralnom jeziku na francuskome. Unatoč tomu, zamjenicu Francuska akademija do danas nije službeno priznala.

### Skandinavski jezici
Sva tri jezika službena u državama Skandinavskoga poluotoka – danski, norveški i švedski – gramatički imaju dva roda, zajednički i srednji, koji se očituju u sklonidbi imenica i pridjeva te u članovima. Zajednički rod djeluje na mjestu danas nestalih muškoga i ženskoga roda, zbog čega imenice ne predstavljaju prepreku u rodnoj neutralnosti izričaja. Međutim, kod zamjenica trećeg lica nailazi se na četverostruku razliku:
- muški rod jednine – han (na sva tri jezika)
- ženski rod jednine – hun (na danskom i norveškom), hon (na švedskom)
- zajednički rod, tzv. utrum jednine – den (na sva tri jezika)
- srednji rod, tzv. neutrum jednine – det (na sva tri jezika)

Kao i engleski, ti jezici imaju neodređene zamjenice koje ne naznačuju rod: de (eng. they, „oni”) i man (eng. one, njem. man, „netko”).

#### Švedski
Unatoč situaciji sličnoj engleskome, skandinavski su jezici mahom uveli novotvorene zamjenice kako bi riješili pitanje rodne neutralnosti u jeziku. U švedskome je tako, po uzoru na finsku zamjenicu trećeg lica jednine hän (zbog toga što finski jezik ne izražava ni gramatički ni prirodni rod), na popularnosti porasla zamjenica hen, koja je unatoč prvotnoj kontroverzi danas gotovo općeprihvaćena. 
Hen je već 2009. godine dobila članak u švedskoj Nationalencyklopedin ('Nacionalna enciklopedija'), nakon čega se do 2012. počela uporabljivati i u službenim kontekstima. Tako je 2015. godine zamjenica hen ušla u Rječnik Švedske akademije, najvažniji pravopisni rječnik toga jezika, kao zamjenica za osobe roda koji nije muški niti ženski, ili za slučajeve u kojima rod nije relevantan. Švedsko jezično vijeće ipak ne propisuje uporabu te zamjenice, već ju predlaže kao jedno od više mogućih rješenja ovisno o potrebi, koja uključuju den, korištenje množine (koja je rodno neutralna), korištenje izvorne imenice umjesto zamjenice te korištenje izraza han eller hon („on ili ona”).

#### Norveški
U norveškom je jeziku hen iz švedskoga preuzeta kao alternativa za korištenje zamjenice trećeg lica množine, de, koja je također zastupljena kao rodno neutralna. Godine 2017. hen je unesena u Rječnik Norveške akademije, a 2022. godine Vijeće za norveški jezik donijelo je prijedlog da se zamjenica uvede u službenu uporabu. Zamjenica hen tako je službeno uvedena u pravopis norveškoga 16. lipnja 2022. godine.

#### Danski
Vijeće za danski jezik donijelo je 2023. godine odluku da se u pravopis uvedu alternativni oblici riječi koje završavaju na -mand, -kvinde i -person, a koje su time rodno označene, no pokreti za službenu uporabu rodno neutralnih zamjenica ne postoje.
Unatoč tomu, u aktivnoj je uporabi više rodno neutralnih zamjenica, pri čemu je zamjenica de prema anketama najzastupljenija kod nebinarnih osoba. Iako je u danskom jeziku već postojao oblik rodno neutralne zamjenice koji je glasio høn, danas se u većoj mjeri koristi oblik hen, preuzet iz švedskoga. Istraživanja su također pokazala da je zamjenica de najčešće upotrebljavana kako bi se ukazalo da je rod ili spol osobe nevažan, a hen kako bi se istaknuo nebinaran rod osobe.

## Raširenost
Istraživanje iz 2021. pokazuje da je u SAD-u oko 1,2 milijuna ljudi nebinarno, a rezultati iz 2022. pokazuju da se oko 3 % odraslih mlađih od 30 u SAD-u identificira nebinarno.
Na pitanje odgovara li njihov rodni identitet onomu pripisanu pri rođenju 2021. godine 0,5 % stanovnika Ujedinjenoga Kraljevstva odgovorilo je Ne. Od toga se otprilike polovica daljnje izjasnila o svojemu rodnom identitetu gdje je 0,06 % populacije (što je 30 000 ljudi) pojasnilo da su nebinarni i 0,04 % (18 000 ljudi) da su nekoga drugoga rodnog identiteta. Oko 6 % ispitanika nije odgovorilo. Rezultat je niži od ankete koju je proveo Ipsos ljeto prije u kojoj je 3,1 % anketiranih odgovorilo da su transrodni, nebinarni, rodno kvir, rodno fluidni i tako dalje.
Istraživanja u Hrvatskoj o broju nebinarnih ljudi nisu provedena.

## Diskriminacija
Kao i mnogi drugi članovi LGBTQ+ zajednice, nebinarni su ljudi izloženi diskriminaciji i nasilju. U početku su se transfobija i cisseksizam (diskriminacija i predrasude prema necisrodnim ljudima) uglavnom promatrali u odnosu na sve transrodne osobe bez specijalizacije, ali u posljednje vrijeme izdvojilo se proučavanje diskriminacije prema nebinarnim osobama specifično.
Najčešće su predrasude da su nebinarni rodovi izmišljeni i da su nebinarni ljudi zbunjeni o sebi i svojem rodu. Po tome se predrasude prema nebinarnosti razlikuju od onih prema transrodnosti jer transfobija najčešće ne znači negiranje postojanja kategorija muškoga i ženskoga.
Stigma, nepriznavanje njihova identiteta i nametanje dvojnosti roda može uzrokovati psihičke probleme u nebinarnih ljudi slične onima drugih manjina. Kao rezultat manjinskoga stresa često mogu razviti depresiju, poremećaje prehrane, anksioznost, sklonost samoubojstvu i tako dalje. Imaju puno lošije mentalno zdravlje u usporedbi s cisrodnom i binarnom transrodnom populacijom. Druge pak studije pokazuju da nebinarne osobe rjeđe traže pomoć zbog depresije ili anksioznosti i da rjeđe prijavljuju suicidalnost te da imaju bolju kvalitetu života od binarnih transrodnih osoba. Stoga je točan status nebinarnih i rodno kvir osoba teško odrediti.
Fizičko nasilje prema transrodnim i nebinarnim ljudima vrlo je često. U SAD-u se od 2013. do 2023. dogodilo preko 300 poznatih ubojstava transrodnih ljudi. Verbalne i fizičke napade također iskusi velik broj transrodnih i nebinarnih osoba. Često ih se diskriminira u zdravstvu ili pri zapošljavanju zbog čega mogu završiti kao beskućnici. Silovanja i druge oblike spolnoga zlostavljanja iskusi gotovo polovica.

### Pri tranziciji
Pri tranziciji i u transrodnoj zajednici općenito nebinarne osobe mogu naići na probleme. Transnormativnost je naziv za preskriptivnu ideologiju koja legitimizira ili ne prihvaća transrodne identitete s obzirom na njihov odnos prema binarnome medicinskom modelu transrodnih identiteta. Transrodne i nebinarne osobe koje pri tranziciji ne nastoje postati u očima društva više muško ili žensko mogu biti neprihvaćene jer se njihov identitet, iskustvo s disforijom, ciljevi i drugi elementi roda ne uklapaju u binarnu ideju roda.

## Zastave
Postoje zastave gotovo svih indentiteta pod kapom nebinarnosti. Samu nebinarnu zastavu napravila je 2014. osoba Kye Rowan, a sastoji se od četiriju pruga, svaka sa svojim značenjem. Žuta predstavlja rodove izvan koncepta muškoga i ženskoga, a bijela one koji imaju više rodova. Ljubičasta se odnosi na ljude čiji je rod mješavina muškoga i ženskoga, a crna na one koji nemaju roda.

Zastava rodno kvir ljudi sastoji se od triju boja, a dizajnirala ju je osoba Marilyn Roxie 2011. godine. Boja lavande mješavina je ružičaste – tradicionalno ženske – i plave – tradicionalno muške boje – te tako predstavlja androginiju, ali također je riječ o boji koja se općenito povezuje s idejom kvira, pa i homoseksualaca, biseksualaca i tako dalje. Bijela boja odnosi se na arodne i rodno neutralne identitete, a boja charteusea na dnu zastave predstavlja identitete izvan rodne binarnosti zato što se nalazi na suprotnoj strani kotača boja od boje lavande.
- Zastava arodnih ljudi
- Zastava rodne fluidnosti
- Zastava birodnosti
- Zastava transrodnosti na kojoj bijela predstavlja nebinarnost[73]

## Poznate ličnosti
- Demi Lovato[74]
- Emma Corrin
- Jonathan Van Ness
- Sam Smith[75]
- Cara Delevingne[76]